# Stadion Kriestowskij
Stadion Kriestowskij (ros. Стадион Крестовский), znany jako Gazprom Arena (ros. «Газпром Арена») w celach sponsorskich – stadion piłkarski w Petersburgu, na Wyspie Kriestowskiej. Na tym obiekcie mecze rozgrywa Zenit Petersburg. Znany pod nazwą Stadion Sankt Petersburg podczas Pucharu Konfederacji w Piłce Nożnej 2017 i Mistrzostw Świata w Piłce Nożnej 2018.

## Historia
Obiekt został wybudowany w latach 2007–2016 w miejscu stadionu im. Kirowa. Inauguracja nowej areny miała miejsce 22 kwietnia 2017 roku. Na stadionie odbyło się część spotkań Pucharu Konfederacji 2017 oraz Mistrzostw Świata 2018. Ponadto na obiekcie zaplanowano siedem spotkań w ramach finałów Euro 2020. W 2022 roku miał się na tym stadionie odbyć finał Ligi Mistrzów, który ze względu na inwazję Rosji na Ukrainę został przeniesiony ostatecznie do Francji.

## Orkiestrowy rekord Guinnessa
1 września 2019 roku na trybunach stadionu Gazprom Arena w Petersburgu ponad 20 tys. osób, przy akompaniamencie orkiestry liczącej 8097 muzyków, uroczyście odśpiewało hymn Rosji. W sumie w akcji wzięło udział 181 orkiestr i 200 chórów z 85 regionów kraju. Jednocześnie było to największe w historii wykonanie hymnu Rosji na żywo. Rosyjscy artyści pobili poprzedni rekord Guinnessa w kategorii „Największa orkiestra”, ustanowiony w grudniu 2017 roku, kiedy na stadionie Gocheok Sky Dome we Seulu zagrało 8076 muzyków.